# プラカーニカ
プラカーニカ（イタリア語: Calanna）は、イタリア共和国カラブリア州レッジョ・カラブリア県にある、人口約1,100人の基礎自治体（コムーネ）。

## 地理

### 位置・広がり

#### 隣接コムーネ
隣接するコムーネは以下の通り。
- カウローニア
- パッツァーノ
- スティニャーノ

## 行政

### 分離集落
プラカーニカには、以下の分離集落（フラツィオーネ）がある。
- Agliastreto, Colavono, Cucuzzi, Giardino, Pietra, Sambrase, Santa Domenica, Survia, Titi, Tuffarelli, Valenti